# Азра (албум)
Азра је први студијски албум групе Азра. Издат је 1980. за продукцију Југотон.

## Песме
1. Јаблан
2. Уради нешто
3. Тешко вријеме
4. Топле усне жене
5. Вријеме одлуке
6. Грација
7. Крвава Мери
8. Марина
9. Не могу помоћи никоме од нас
10. Иги Поп
11. Жена другог система
12. Обрати пажњу на на посљедњу ствар

## Учесници

### Музичка продукција
- Бранимир Штулић - глас и гитара
- Мишо Хрњак - бас
- Борис Лајнер - бубњеви
- Драго Млинарец - продуцент
- Фрањо Бернер - сниматељ

### Остало
- Мартин Крун - дизајн омота
- Јасмин Крпан - фотографија

## Издавање албума код других продукција
- Комуна - 1995.
- Кроација рекордс - 1995. и 2003.
- Сити рекордс - 2004.